# 笠松グランプリ
笠松グランプリ（かさまつグランプリ）は、岐阜県地方競馬組合が笠松競馬場ダート1400mで施行する地方競馬の重賞競走（SPI）である。正式名称は「農林水産大臣賞典 笠松グランプリ」。

## 概要
2004年まで交流重賞として全日本サラブレッドカップの名称で行われていたが、2005年は赤字予算であることから重賞競走の見直しが行われたため、ダートグレード競走から外れて東海・北陸・近畿交流競走となり、あわせて競走名も変更された。2006年から2011年までは東海・北陸・近畿・中国交流競走として施行され、2006年は「飛騨美濃合併130周年記念ファイナル」の副称が付いて施行された。2012年からは地方全国交流競走として施行されている。
2019年の本競走が笠松競馬場のフルゲートが12頭に拡大されてから初めて12頭立てで施行された重賞である。
2024年に競走名が「農林水産大臣賞典 笠松グランプリ」となる。

### 条件・賞金等（2024年）
出走条件
サラブレッド系3歳以上、地方全国交流。他地区所属馬は前年11月21日から本年11月28日の期間に自場所属として出走歴がある馬。東海所属馬は前年11月21日から本年11月29日の期間に東海所属として出走歴があり、同期間最終日時点でA級格付け以上の馬。
- 出走枠は他地区所属馬5頭以下、東海所属は7頭以上（原則笠松4頭以上、名古屋3頭以下）。
- 東海クラウンの2着以上の馬に優先出走権がある。

負担重量
別定（3歳55kg、4歳以上57kg、牝馬2kg減）
賞金額
1着1,200万円、2着420万円、3着240万円、4着120万円、5着60万円、着外12万円。
副賞
農林水産大臣賞、全国公営競馬主催者協議会会長賞、（一社）岐阜県馬主会会長賞。

## 歴代優勝馬
全て笠松競馬場ダート1400mで施行。
Rはコースレコードを示す。
| 回数   | 施行日         | 優勝馬             | 性齢 | 所属   | タイム  | 優勝騎手   | 管理調教師 | 馬主                 |
| ------ | -------------- | ------------------ | ---- | ------ | ------- | ---------- | ---------- | -------------------- |
| 第1回  | 2005年11月23日 | ホワイトサイクロン | 牡4  | 金沢   | 1:27.0  | 江下英昭   | 田嶋弘幸   | （有）ホワイトリバー |
| 第2回  | 2006年11月24日 | ミツアキタービン   | 牡6  | 笠松   | 1:28.3  | 東川公則   | 田口輝彦   | 山本光明             |
| 第3回  | 2007年11月29日 | マサアンビション   | 牡8  | 愛知   | 1:27.8  | 戸部尚実   | 瀬戸口悟   | 丸井正貴             |
| 第4回  | 2008年11月28日 | ベストタイザン     | 牡6  | 園田   | 1:25.1  | 下原理     | 齊藤裕     | 平野正行             |
| 第5回  | 2009年11月27日 | イイデケンシン     | 牡4  | 園田   | 1:25.6  | 木村健     | 田中範雄   | 古川直一             |
| 第6回  | 2010年11月26日 | マルヨフェニックス | 牡6  | 笠松   | 1:25.5  | 尾島徹     | 柴田高志   | 野村春行             |
| 第7回  | 2011年11月25日 | エーシンクールディ | 牝5  | 笠松   | 1:26.8  | 岡部誠     | 伊藤強一   | 平井豊光             |
| 第8回  | 2012年11月22日 | エーシンクールディ | 牝6  | 笠松   | 1:24.6  | 岡部誠     | 伊藤強一   | 平井豊光             |
| 第9回  | 2013年11月19日 | エスワンプリンス   | 牡4  | 佐賀   | 1:24.5  | 鮫島克也   | 手島勝利   | 滿岡洋子             |
| 第10回 | 2014年11月27日 | ジョーメテオ       | 牡8  | 浦和   | 1:24.3  | 東川公則   | 小久保智   | 上田けい子           |
| 第11回 | 2015年11月26日 | ラブバレット       | 牡4  | 水沢   | 1:25.1  | 山本聡哉   | 菅原勲     | 内山一郎             |
| 第12回 | 2016年11月24日 | ラブバレット       | 牡5  | 水沢   | R1:23.6 | 山本聡哉   | 菅原勲     | 内山一郎             |
| 第13回 | 2017年11月22日 | ラブバレット       | 牡6  | 水沢   | 1:25.2  | 山本聡哉   | 菅原勲     | 内山一郎             |
| 第14回 | 2018年11月22日 | エイシンバランサー | 牡6  | 園田   | 1:25.3  | 下原理     | 新子雅司   | 平井克彦             |
| 第15回 | 2019年11月21日 | ケイマ             | 牡6  | 高知   | 1:25.6  | 永森大智   | 別府真司   | 石川幸司             |
| 第16回 | 2020年12月3日  | エイシンエンジョイ | 牡5  | 西脇   | 1:26.0  | 下原理     | 橋本忠明   | 平井克彦             |
| 第17回 | 2021年11月24日 | ダノングッド       | 牡9  | 高知   | 1:27.2  | 多田羅誠也 | 別府真司   | 組）志士十二組合     |
| 第18回 | 2022年11月29日 | ルーチェドーロ     | 牡4  | 川崎   | 1:26.6  | 御神本訓史 | 池田孝     | SRE（同）            |
| 第19回 | 2023年11月21日 | ルーチェドーロ     | 牡5  | 川崎   | 1:26.0  | 藤原幹生   | 池田孝     | SRE（同）            |
| 第20回 | 2024年12月12日 | ストリーム         | 牡3  | 北海道 | 1:25.2  | 渡邊竜也   | 田中淳司   | 三嶋昌春             |

#### 各回競走結果の出典
- 笠松グランプリ 歴代優勝馬 - 地方競馬全国協会
- JBISサーチ
  - 2005年、2006年、2007年、2008年、2009年、2010年、2011年、2012年、2013年、2014年、2015年、2016年、2017年、2018年、2019年、2020年、2021年、2022年、2023年、2024年